# Nur Misuari

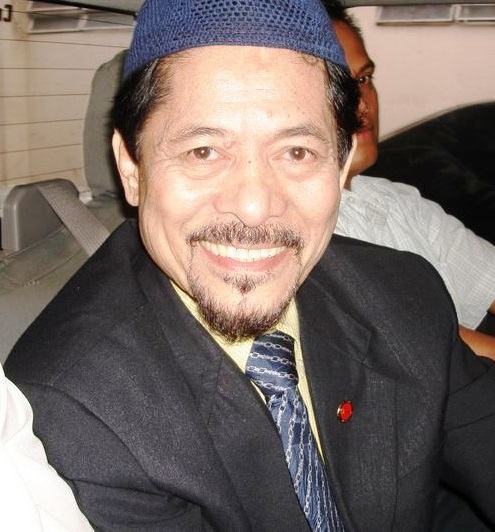
Nur Misuari in 2007

Nur Misuari (Jolo, 3 maart 1939) is een Filipijns militant politicus. Misuari is een voormalig gouverneur van de Autonomous Region in Muslim Mindanao (ARMM) en de voorzitter van de islamitische afscheidingsbeweging Moro Islamic Liberation Front (MILF).

## Leven
Misuari studeerde aan de University of the Philippines. Na zijn afstuderen doceerde hij politieke wetenschappen aan dezelfde universiteit. In de jaren 60 richtte hij de Mindanao Independence Movement op. Deze beweging had tot doel een onafhankelijke islamitische staat te bewerkstelligen in het zuiden van de Filipijnen. Hieruit ontstond het Moro National Liberation Front (MNLF). Het MNLF ging na vergeefse pogingen om via politieke weg zijn doelstelling te bereiken onder leiding van Misuari een gewapende strijd aan met de Filipijnse regering van Ferdinand Marcos. Deze gewapende strijd, tussen 1972 en 1976, kostte naar schatting zo'n 80.000 tot 200.000 levens. Op zijn hoogtepunt telde het MNLF zo'n 30.000 gewapende strijders.

## Onderscheiding
In 1997 werd hij samen met Fidel Ramos onderscheiden met de Félix Houphouët-Boigny-Vredesprijs van de UNESCO.